# استفانو کیودارولی
استفانو کیودارولی (ایتالیایی: Stefano Chiodaroli؛ زادهٔ ۱۵ دسامبر ۱۹۶۴) بازیگر و کمدین اهل ایتالیا است.
از فیلم‌هایی که وی در آن نقش داشته‌است، می‌توان به مرد دیگر، علاج محافظ شخصی و تب اشاره کرد.